# Siri (futebolista)
Cyridião de Araújo Viana, mais conhecido como Siri, foi um futebolista brasileiro que atuou como atacante. Foi ídolo do Vitória, se tornando um dos maiores artilheiros da história do clube, com 132 gols.
Siri foi um futebolista nascido no estado da Bahia que jogou entre os anos 30 e 40. Foi artilheiro do Campeonato Baiano nos anos de 1943 e 1945. Ele foi ídolo no Vitória e com 132 gols pelo time, ocupa a posição de segundo maior artilheiro do clube ficando atrás apenas de Juvenal. Mesmo que tenha sido um grande ídolo do Vitória, nunca conquistou um Campeonato Baiano no clube. Também jogou no Bahia, mas não conseguiu recuperar o mesmo futebol que apresentou no rubro-negro.
Pelo Vitória, Siri conquistou cinco Torneios Início da Bahia, porém, como já foi dito, nunca conseguiu conquistar um Campeonato Baiano já que ele esteve presente na maior seca de títulos do clube, foram 43 anos sem conquistar o campeonato mais importante do estado, tendo finalmente vencido em 1953.
Em 1944, o Vitória enfrentava o Galícia em mais um clássico no Campeonato Baiano , o goleiro adversário era Nova, bem conhecido por raramente ser vazado, porém, sem tomar conhecimento, Siri aplicou sete de nove gols na goleada de 9-1.

## História
Cyridião de Araújo Viana provavelmente nasceu na cidade de Salvador na capital baiana, o futebol sempre foi uma especialidade não só dele mas também de outros membros da sua família já que ele é irmão de jogadores do Vitória como Luiz, Bode e um ídolo rubro negro, Bengalinha.

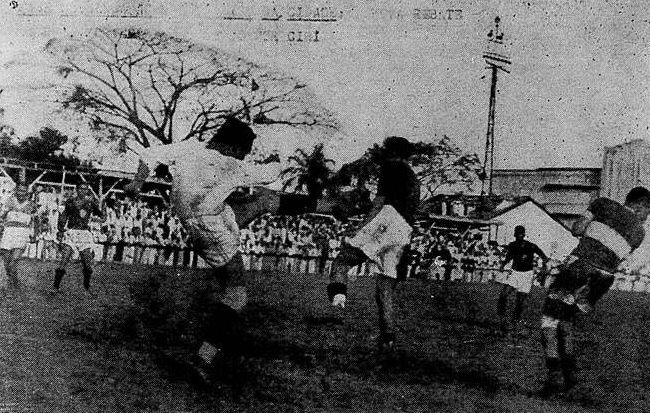
Siri e o goleiro Nova disputando bola no jogo entre Vitória e Galícia.

Em 1944 o Vitória enfrentaria o Galícia e o diretor do clube, Manoel Barradas desafiou Siri. A cada gol que Siri fizesse no jogo, Barradas lhe pagaria cinco cruzeiros.
O problema é que do outro lado tinha o goleiro Nova, por conta do raro acontecimento de gols sob o goleiro, os torcedores diziam que Nova frequentava santos do candomblé e por conta disso, era ajudado. Sempre ao entrar em campo, Nova rodava a bola em seu dedo e entragava ao juiz, porém, percebendo que aquilo poderia ser relacionado aos contos sobre o goleiro, Siri tomou a bola antes que Nova fizesse o movimento.
Isso incrivelmente funcionou e o Vitória goleou o time azulino por 9x1 com 7 gols de Siri que com certeza fez a melhor atuação de sua história como jogador nesse jogo.

## Estilo de Jogo
Siri veio de uma família totalmente ligada ao futebol e talvez por conta disso, sua habilidade com a bola era superior aos demais jogadores. Ele era um goleador nato, tanto que se tornou o segundo maior artilheiro do Vitória nos tempos em que jogou. Ele era a solução para fazer gols, sempre bem posicionado para suas finalizações, era um jogador totalmente perigoso quando estava dentro da área. Porém, ele não era lembrado apenas pelos seus gols pois também fazia arte com a bola nos pés.

## Títulos

### Vitória
- Torneio Início: 1941, 1942, 1943, 1944 e 1949

### Bahia
- Torneio dos Campeões do Nordeste: 1948
- Campeonato Baiano: 1947 e 1948

### Artilharias
- Campeonato Baiano: 1945 (15 gols)[1]